# مایسک
مایسک (به لاتین: Maysk) یک منطقهٔ مسکونی در روسیه است که در جمهوری آلتای واقع شده‌است.